# Route nationale 511
Die N511 war von 1933 bis 1973 eine französische Nationalstraße, die zwischen der N201 bei Grésy-sur-Aix und N6 südlich von Saint-Pierre-d'Albigny verlief. Ihre Länge betrug 50 Kilometer.